# Fina Birulés
Fina Birulés Bertran (Gerona, 29 de marzo de 1956) es una profesora de filosofía española fundadora en la Universidad de Barcelona del Seminario "Filosofía y Género". Es una de las más reconocidas especialistas en la obra de Hannah Arendt.

## Trayectoria
Es profesora de filosofía en la Universidad de Barcelona y ha sido profesora visitante en las universidades de Puerto Rico, Chile, Parma, Florencia y Viena. 
En 1990 fundó en la Universidad de Barcelona el Seminario "Filosofía y Género" en el que junto con Rosa Rius y otras investigadoras ha trabajado en la recuperación de la obra y el pensamiento de las filósofas, una recuperación -ha dicho- en la que no solo se juega el paliar una injusticia histórica por su exclusión de la cronología, sino el poder subsanar importantes lagunas teóricas del discurso dominante.

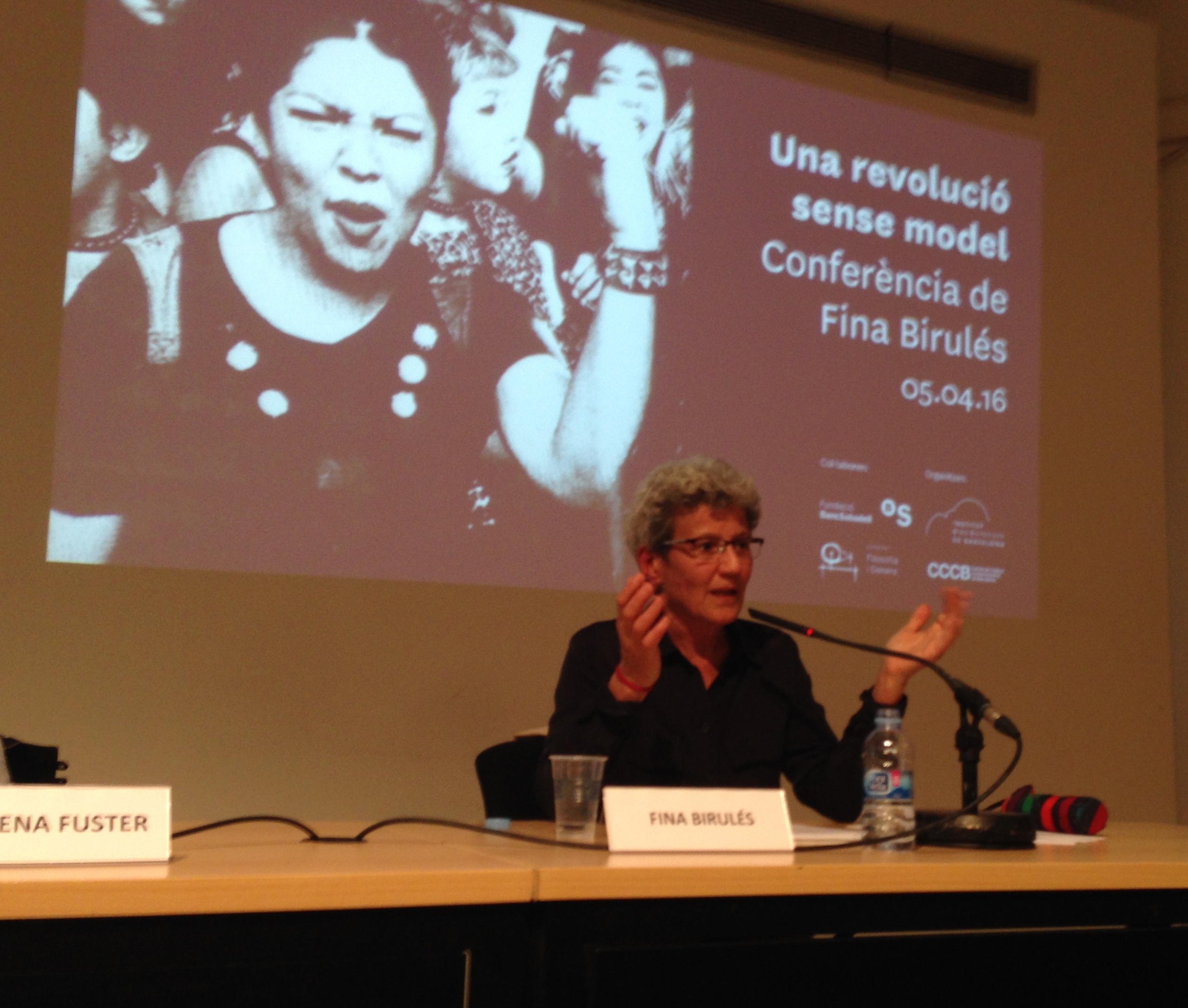
Fina Birulés en la conferencia inaugural de "Girlsss" en el CCCB

Su tarea de investigación se ha articulado alrededor de dos núcleos: subjetividad política, historia y acción y cuestiones de teoría feminista y estudio de la producción filosófica femenina, con especial atención a la obra de Hannah Arendt de cuya obra es una de sus principales traductoras al español. También ha investigado el trabajo de filósofas del siglo XX como Simone Weil, Sarah Kofman, Rachel Bespaloff, Simone de Beauvoir y Françoise Collin.

## Vida personal
Fue compañera sentimental de la escritora Maria Mercè Marçal.

## Publicaciones
Es traductora de varias obras de filosofía contemporánea, autora de numerosos ensayos y editora de volúmenes colectivos sobre el pensamiento de Hannah Arendt y otras pensadoras contemporáneas (Filosofía y género, El género de la memoria, En torno a Hannah Arendt, con Manuel Cruz; Pensadoras del Siglo XX. Aportaciones al pensamiento filosófico y político y Lectoras de Simone Weil, los dos con Rosa Rius).
Entre sus principales obras se encuentran:
- Una herencia sin testamento: Hannah Arendt (Herder, 2007)
- Hannah Arendt. Más allá de la filosofía. Escritos sobre cultura, arte y literatura con Ángela Lorena Fuster (Trotta 2014) ISBN 978-84-9879-531-8
- Entreactes, Entorn del pensament, la política i el feminisme (El Trabucaire, 2014)